# کاستیلیونه دل گنووزی
کاستیلیونه دل گنووزی (به ایتالیایی: Castiglione del Genovesi) یک کومونه در ایتالیا است که در استان سالرنو واقع شده‌است.

## خصوصیات
کاستیلیونه دل گنووزی ۱۰ کیلومترمربع مساحت و ۱٬۳۶۸ نفر جمعیت دارد.